# Herb Czadu
Herb Czadu – został oficjalnie zaakceptowany w 1970 roku, dziesięć lat po uzyskaniu przez Czad niepodległości.
Pośrodku znajduje się tarcza, zawierająca faliste pasy w kolorze niebieskim i żółtym. Ponad tarczą widoczne jest czerwone, wschodzące słońce, zaś samą tarczę przytrzymuje z lewej strony koziorożec nubijski, a z prawej lew. Pod tarczą umieszczony jest order, będący najwyższym odznaczeniem państwowym oraz wstęga z państwową dewizą w języku francuskim.
Faliste pasy na tarczy symbolizują jezioro Czad, zaś wschodzące słońce wyraża nadzieję na nowy początek. Kozioł symbolizuje północną część kraju, południową zaś reprezentuje lew.